# Aleja Grzegorza Palki w Łodzi
Aleja Grzegorza Palki – aleja w Łodzi o długości ok. 1,5 km, przebiegająca w dzielnicach Śródmieście i Bałuty, stanowiąca część drogi krajowej nr 14. Ulica rozpoczyna się na rondzie Solidarności, kończy natomiast skrzyżowaniem z ulicą Wojska Polskiego, po czym przechodzi w ulicę Strykowską. Aleja jest w całości dwujezdniowa.

## Historia
Aleja Grzegorza Palki powstała w 2007 roku poprzez zmianę dotychczasowej nazwy – ulicy Strykowskiej –  na fragmencie pomiędzy Rondem Solidarności a ulicą Wojska Polskiego. Upamiętnia ona prezydenta Łodzi i przewodniczącego łódzkiej Rady Miejskiej, Grzegorza Palkę, który zginął w 1996 roku w wypadku samochodowym w Złotnikach niedaleko Poddębic. Projekt uchwały zmieniającej nazwę ulicy Strykowskiej został opracowany w styczniu 2007 przez przewodniczącego Rady Miejskiej, Macieja Grubskiego. Podstawowym argumentem do takiego nazewnictwa tego odcinka wcześniej wymienionej ulicy był fakt, iż przebiega on wzdłuż granicy cmentarza na Dołach, na którym Grzegorz Palka jest pochowany.
Początkowo propozycja ustanowienia alei spotkała się ze sprzeciwem wielu radnych, a także części łodzian. Zwolennicy projektu argumentowali, że Palka poprzez pracę samorządowca reformował Polskę, wiele robił dla miasta i walczył o wolny kraj, przeciwnicy natomiast uważali, że chciał on sprzedać łódzkie firmy Francuzom, inni że był tylko prezydentem Łodzi, a nie znaczącą postacią historyczną, a jeszcze inni byli już przyzwyczajeni do nazwy „Strykowska” i nie chcieli tego zmieniać. Wątpliwości co do naniesienia alei Grzegorza Palki na mapę Łodzi wywołały okoliczności wypadku, w którym poniósł on śmierć, i którego był sprawcą. Po wielu debatach zapadła ostateczna decyzja i fragment ulicy Strykowskiej od Ronda Solidarności do ulicy Wojska Polskiego przemianowano na aleję Grzegorza Palki.

## Koszty
Zmiana nazwy ulicy nie spowodowała wielkich kosztów, gdyż znajdują się przy niej tylko cztery instytucje: bank Pekao, dwie stacje paliw: BP i Orlen oraz cmentarz komunalny na Dołach.